# Shaul Tchernichovsky
Shaul Gutmanovitch Tchernichovsky (20 août 1875 - 14 octobre 1943, en hébreu : שאול טשרניחובסקי ; en russe : Саул Гутманович Черниховский) est un poète russe composant en langue hébraïque. Il est considéré comme l'un des grands poètes de l'hébreu. Il a été fortement influencé par la culture de la Grèce antique. 

## Biographie
Shaul Tchernichovsky naît le 20 août 1875 à Mikhaïlovka dans le gouvernement de Tauride (situé de nos jours dans l'oblast de Zaporijia, en Ukraine). Il  fréquente une école primaire juive moderne puis une école russe laïque à partir de 10 ans. 
Il publie ses premiers poèmes à Odessa où il étudie de 1890 à 1892 et y devient actif au sein des cercles sionistes. Son premier poème publié s'intitule « Dans mon Rêve ». De 1929 à 1930, il séjourne en Amérique. En 1931, il émigre en Palestine mandataire et s'y installe définitivement. 
Il était un ami de la famille Klausner de Jérusalem, dont est issu le romancier Amos Oz, pour qui il était «l'oncle Shaul». 
Shaul Tchernichovsky meurt à Jérusalem le 14 octobre 1943.

## Carrière médicale
De 1899 à 1906, il entame des études de médecine à l' Université de Heidelberg et les achève à Lausanne. Dès cette époque, il mêle son travail de médecin à ses activités de poète. Après avoir terminé ses études, il retourne en Ukraine actuelle pour pratiquer à Kharkov et à Kiev. Pendant la Première Guerre mondiale, il est médecin militaire à Minsk et à Pétrograd. 
Tchernichovsky est ensuite médecin au Lycée hébraïque Herzliya de Tel Aviv. Plus tard, il sera médecin dans des écoles de Tel Aviv. 

## Carrière littéraire

### Poésie

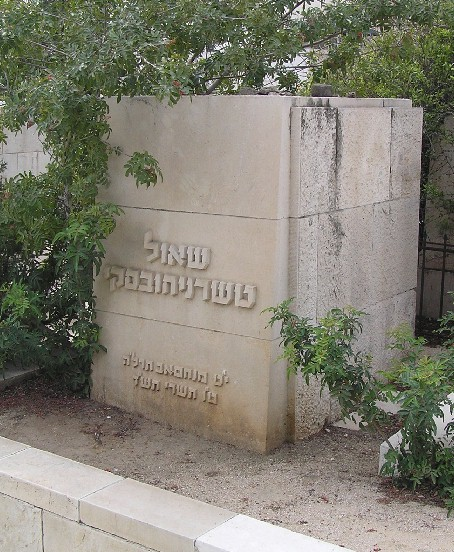
La tombe de Tchernichovsky à Tel Aviv

On retrouve dans la poésie de Tchernichovsky un mélange des influences du patrimoine culturel juif et du patrimoine culturel mondial. Dans « In Endor », un poème sur le roi Saül, celui-ci vient à la sorcière d'Endor, qui dépeint l'état de Saul à la fin de sa vie. Tchernichovsky s'est particulièrement identifié au personnage de Saül, peut-être en raison de son propre nom. Il décrit en outre dans le poème la chute tragique de Saül et de ses fils sur le mont Gilboa . En revanche, dans le poème « Devant une statue d'Apollon », le poète prouve son affinité avec la culture grecque, s'identifiant à la beauté qu'elle représente et s'inclinant même devant elle. 
Tchernichovsky est le poète hébreu le plus identifié au sonnet. Il a introduit la couronne de sonnets (en hébreu : כליל סונטות) dans la langue hébraïque. Ces constructions se composent de quinze sonnets dont le sonnet final est constitué des premières lignes des quatorze autres sonnets. Chacune de ses couronnes de sonnets concerne un sujet particulier, comme « Sur sang » ou « Vers le soleil ».   
Vers la fin de sa vie, il compose des poèmes centrés sur l'univers de son enfance. Ces poèmes, que l'on peut correctement qualifier d'idylles, sont considérés par beaucoup comme ses œuvres poétiques les plus belles. Certains estiment même que les idylles de Tchernichovsky sont le modèle de toutes les idylles qui ont été composées en langue hébraïque. 
Plusieurs de ses poèmes ont été mis en musique par des compositeurs hébraïsants réputés, tels que Joel Engel et Nahoum Nardi. Des auteurs-compositeurs ont également mis en musique ses paroles, comme l'a fait Shlomo Artzi pour Ils disent qu'il y a une terre (omrim yeshna eretz, אומרים ישנה ארץ), qui est également connu dans des interprétations de Joel Engel et de Miki Gavrielov. Oh ma terre ma maison natale (hoy artzi moladeti, hébreu : הוי ארצי מולדתי) a été interprété par Naomi Shemer.  
De 1925 à 1932, il est l'un des rédacteurs en chef du journal Hatekufa. Il a également édité la section traitant de la médecine dans l'encyclopédie hébraïque Eshkol. 

### Traduction
Tchernichovsky est réputé pour ses travaux de traduction, en particulier pour sa traduction de l'Iliade et de l'Odyssée d'Homère. Il a également traduit Sophocle, Horace, Shakespeare, Molière, Pouchkine, Goethe, Heine, Byron, Shelley, le Kalevala, l'Épopée de Gilgamesh, les Eddas islandais. 

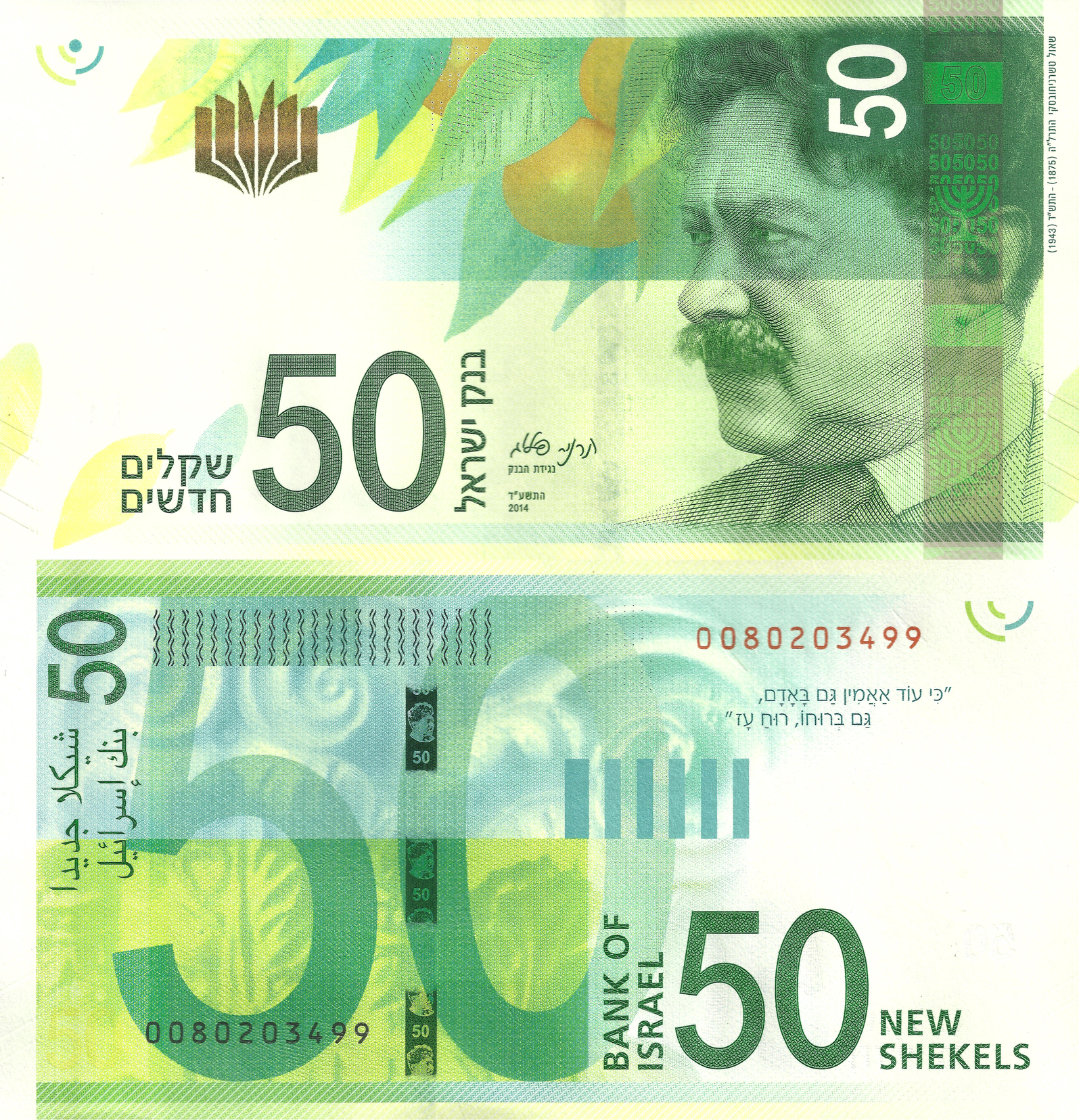
Tchernichovsky sur le billet de 50 shekels.

### Édition et linguistique
Tchernichovsky a été actif dans plusieurs organisations d'écrivains et a été membre du Comité de la langue hébraïque. Il a également été rédacteur du manuel de terminologie hébraïque pour la médecine et les sciences naturelles. 

## Prix et reconnaissance
Tchernichovsky a reçu à deux reprises le prix Bialik de littérature, en 1940 (conjointement avec Zelda Mishkovsky) et en 1942 (conjointement avec Haim Hazaz). 
Après sa mort, la municipalité de Tel Aviv a créé à son nom un prix de traduction. Une école de cette ville porte son nom, tout comme le centre de l'Association des écrivains de langue hébraïque d'Israël. De nombreuses autres villes d'Israël ont également donné son nom à des rues et écoles. 
En 2011, Shaul Tchernichovsky a été choisi, ainsi que les poètes Leah Goldberg, Rachel Bluwstein et Nathan Alterman pour figurer sur les billets de shekels. Le billet de 50 NIS à son effigie été dévoilé le 10 septembre 2014. 